# Polyphaenis elisabethae
Polyphaenis elisabethae là một loài bướm đêm trong họ Noctuidae.